# Єгидій Римський
Егидій Римський, Еджідіо Колонна (лат. Aegidius Romanus; італ. Egidio Colonna; близько 1243 — 22 грудня 1316) — середньовічний філософ і схоластичний богослов, братом Ордену Святого Августина, який також був призначений на посади генерал-пріора його Ордену і архієпископом Буржа. Відомий як логік, який створив коментар до «Органону» Аристотеля, а також як автор двох важливих праць: «De Ecclesiastica Potestate», основного тексту папалізму початку XIV століття, і «De Regimine Principum», посібника для християнських часів. керівництво. Папа Бенедикт XIV назвав Джайлза доктором Фундатисімусом («найкращим учителем»).

## Біографія
Здобув освіту в Паризькому університеті, де слухав Тому Аквінського, потім став магістром університету та викладав там з 1285 по 1291 рік.
З 1292 по 1295 був генералом (головою) ордена августинців-єремітів і з 1295 року — єпископом Буржа. Його перу належать філософські трактати, коментарі до Аристотеля, до «Сентенцій» Петра Ломбардського. Відомий як церковний письменник, виступав за перевагу духовної влади над світською, підтримував теократичні домагання Боніфація VIII.

## Наукова діяльність
Найбільшу славу йому приніс трактат «Про правління государів» (лат. De regimine principum). Робота виникла в переломний для середньовічного світогляду період, коли розгорілася боротьба у філософії навколо природничих робіт Аристотеля. У 1270 і 1277 роках паризькі аверроїсти зазнали засудження. У 1277 році разом із тезами аверроїстів було засуджено і тези їх противника — Томи Аквінського.
Егідій Римський активно захищав ідеї Томи та був змушений залишити Париж. Ймовірно, у цей час побачив світ трактат «Про правління государів», який був виданий незадовго до смерті французького короля Філіпа III і присвячувався майбутньому королю Філіп IV Красивому. Трактат — це настанова государя в доброму правлінні, що передбачає його вміння керувати собою, своєю сім'єю та державою; є типово схоластичным твором з точною структурою, розвиненою системою логічного доказу, заснованої на арістотелеві силогізм.
Аристотель для Егідія Римського — головний авторитет, до його робіт («Нікомахова етика», «Політика», «Риторика») він звертався неодноразово. Педагогічні ідеї Егідія Римського — це новий рівень роздумів на теми виховання, відмінний від ідей Гуго Сен-Вікторського та Вінсента з Бове. Коло питань досить широке: у другій книзі трактату йдеться про роль батьків у вихованні дітей, про любов батьків до дітей та піклування про них, про цілі виховання, про програму освіти, про умови успішного навчання, про вчителя та його якості, про гріховні схильності та належну поведінку дітей, про їх відпочинок, одяг, про суспільство друзів, про вікові періоди дітей, особливості їх освіти та виховання в цих періодах.

## Головні праці
- In secundum librum sententiarum quaestiones.
- Theoremata de corpore Christi (1277)
- De gradibus formarum (1277-1278)
- Theoremata de esse et essentia (1278-1280)
- Quaestiones disputatae de esse et essentia (1285-1286)
- De erroribus philosophorum
- De regimine principum (1292)
- De ecclesiastica sive summi pontificis potestate (1301)